# 二俣川 (千葉県)

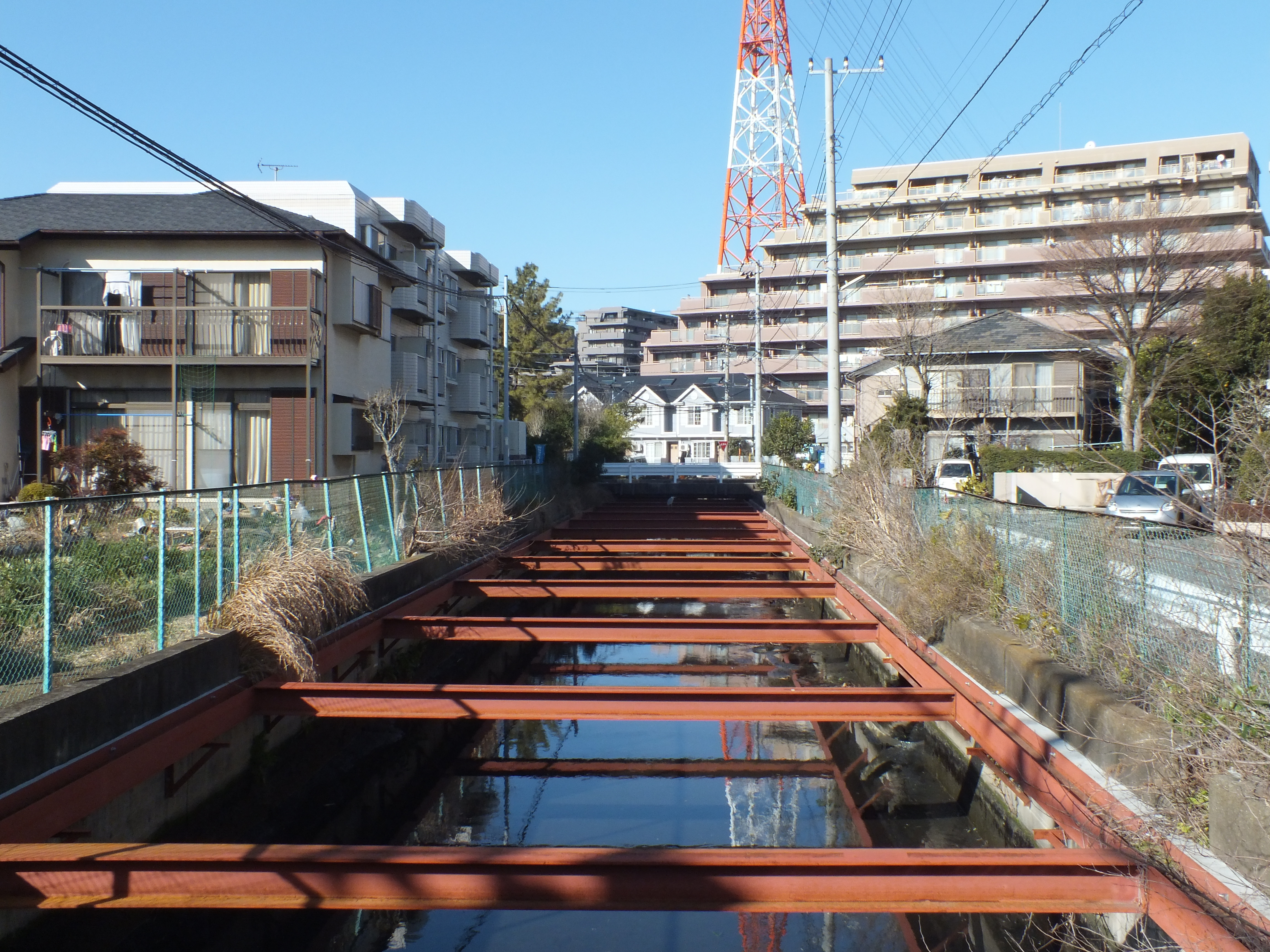
中流部（海神町南付近）

二俣川（ふたまたがわ）は、千葉県市川市・船橋市の市境を流れる利根川水系の普通河川である。

## 地理
利根川水系真間川の分流である。市川市原木付近より真間川から分かれ、市川市と船橋市の市境を流れる。上流部は千葉県道179号船橋行徳線・千葉県道283号若宮西船市川線が通り暗渠化されている部分があるが、下流部は埋め立てもされており川幅は比較的大きい。
下流部は両岸に合同製鐵や津覇車輌工業、センコー等の工場や倉庫が並ぶ他、船橋市西浦下水処理場や市川市衛生処理場といった下水施設もあり処理屎尿の放流が行われている。

## 治水
流域は低地で河川が密集しているため、豪雨による冠水や床上浸水が頻繁に起こっている。だが市境が入り組む河川であることから整備が進まない状況にある。また下水道合流処理区域であることから、下水道事業とも関連が深い。
当初は船橋市の管理下にあり、1987年（昭和61年）度・1991年（平成3年）度に河川改修計画が出されたが、地方分権一括法の制定以降2004年（平成16年）4月に協議を行い、市域ごとにそれぞれ両市が事業を進めることとなった。2008年（平成20年）12月には河川の維持管理協定が両市で締結された。具体的に、二俣川には市川市二俣2丁目3番地先に水門があり、集中豪雨時に雨水を直接放流するための放流渠が接続している。そこより上流端の本郷排水機場までが市川市、下流端の西浦排水機場までが船橋市の管轄という取り決めがなされた。以降船橋市側が護岸工事を進めており、市川市側も費用負担を行っている。
また県道179号に歩道がない部分があることから、川の一部を蓋で覆い歩道とする要望も出されている。それに応じて設置が1998年（平成10年）10月に検討されて以降、2002年（平成14年）より着工する予定だったが未着手の状態にある。川幅半分（約2.5m）の張り出し歩道で協議が進められているが、地権者との兼ね合いで滞っている。

## 支流
- 葛飾川 - 千葉県道180号松戸原木線・千葉県道283号若宮西船市川線の交点より合流。中下流部は暗渠化されている。
- 南海神川 - 中流部の二俣排水機場（南海神）より分流し、海神第二排水機場で東京湾に注ぐ（定義上）。実際は二俣川と海神川を結ぶ流れの無い水路である。

## 参考資料
- 市川市議会会議録　2005年12月第6日目（12月9日）
- 市川市議会会議録　2009年12月第4日目（2010年1月22日）
- 船橋市議会平成22年第1回定例会会議録・第2日